# 阜成門駅
阜成門駅（ふせいもんえき）は、中華人民共和国北京市西城区にある北京地下鉄2号線の駅。駅番号は203。

## 駅構造

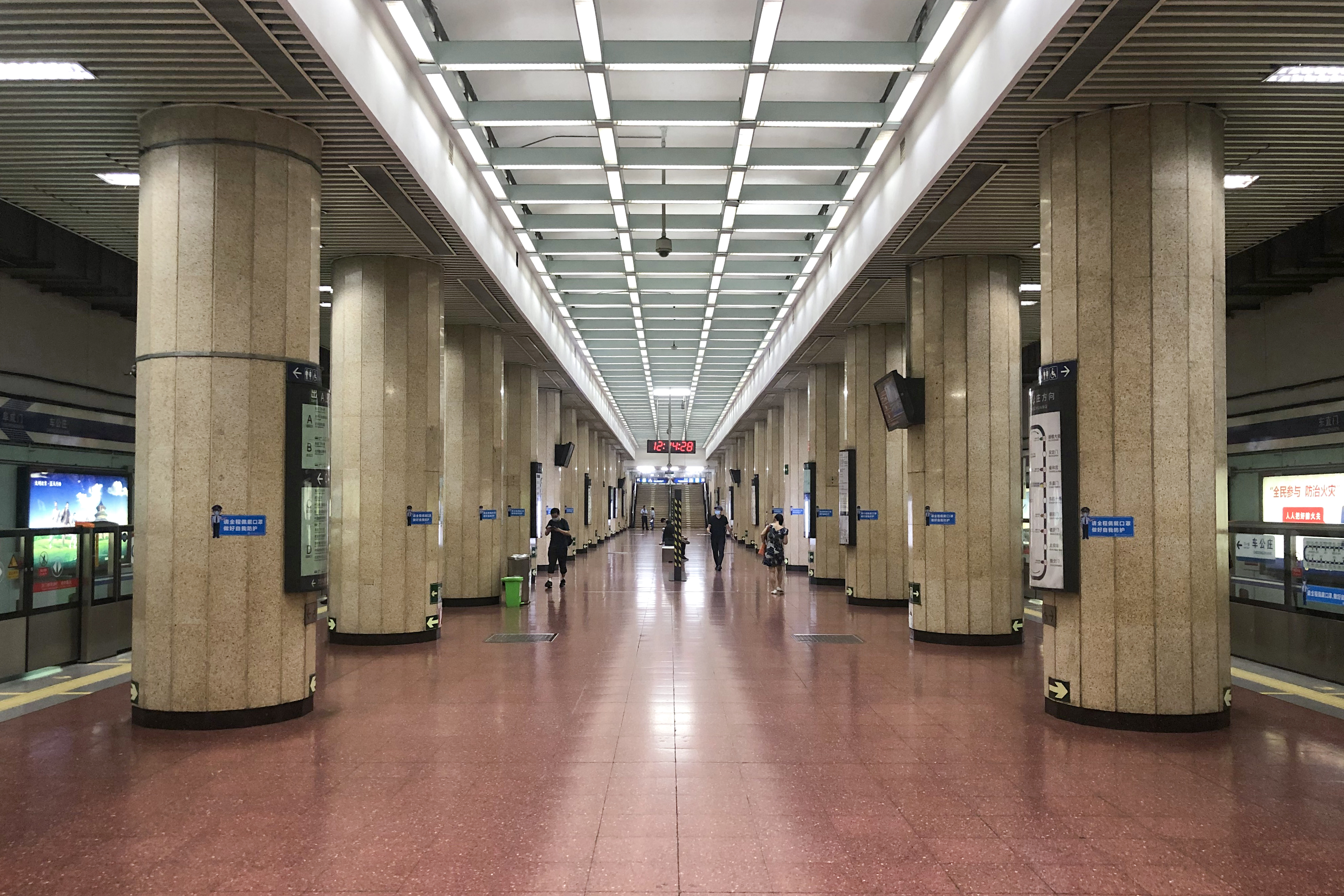
ホーム

島式ホーム1面2線の地下駅。出口はA～Dの4箇所ある。

## 駅周辺
- 華遠大廈
- 北京第四聾人学校
- 鲁迅博物館
- 中国大百科全書出版社
- 武警月壇医院
- 阜外心血管病医院
- 北京第三十五中学
- 国投大廈
- 阜成門郵局
- 万通新世界広場
- 四川ビル（華聯商厦）
- 国家無線電管理委員会
- 中機集団
- 中国機械進出口公司
- 中国東方資産管理公司
- 中国銀行
- 金都假日ホテル
- 海通大廈

## 歴史
- 1984年9月20日 - 開業。

## 隣の駅
北京地下鉄
■2号線
車公荘駅 - 阜成門駅 - 復興門駅
座標: 北緯39度55分20秒 東経116度21分00秒 / 北緯39.92229度 東経116.35005度